# Wikielec (Braniewo)
Wikielec (deutsch Wecklitzmühle) ist ein Ort in der polnischen Woiwodschaft Ermland-Masuren. Er gehört zur Landgemeinde Braniewo (Braunsberg) im Powiat Braniewski (Kreis Braunsberg).

## Geographische Lage
Wikielec liegt im Nordwesten der Woiwodschaft Ermland-Masuren am westlichen Stadtrand von Braniewo (Braunsberg), vom Stadtzentrum weniger als zwei Kilometer entfernt.

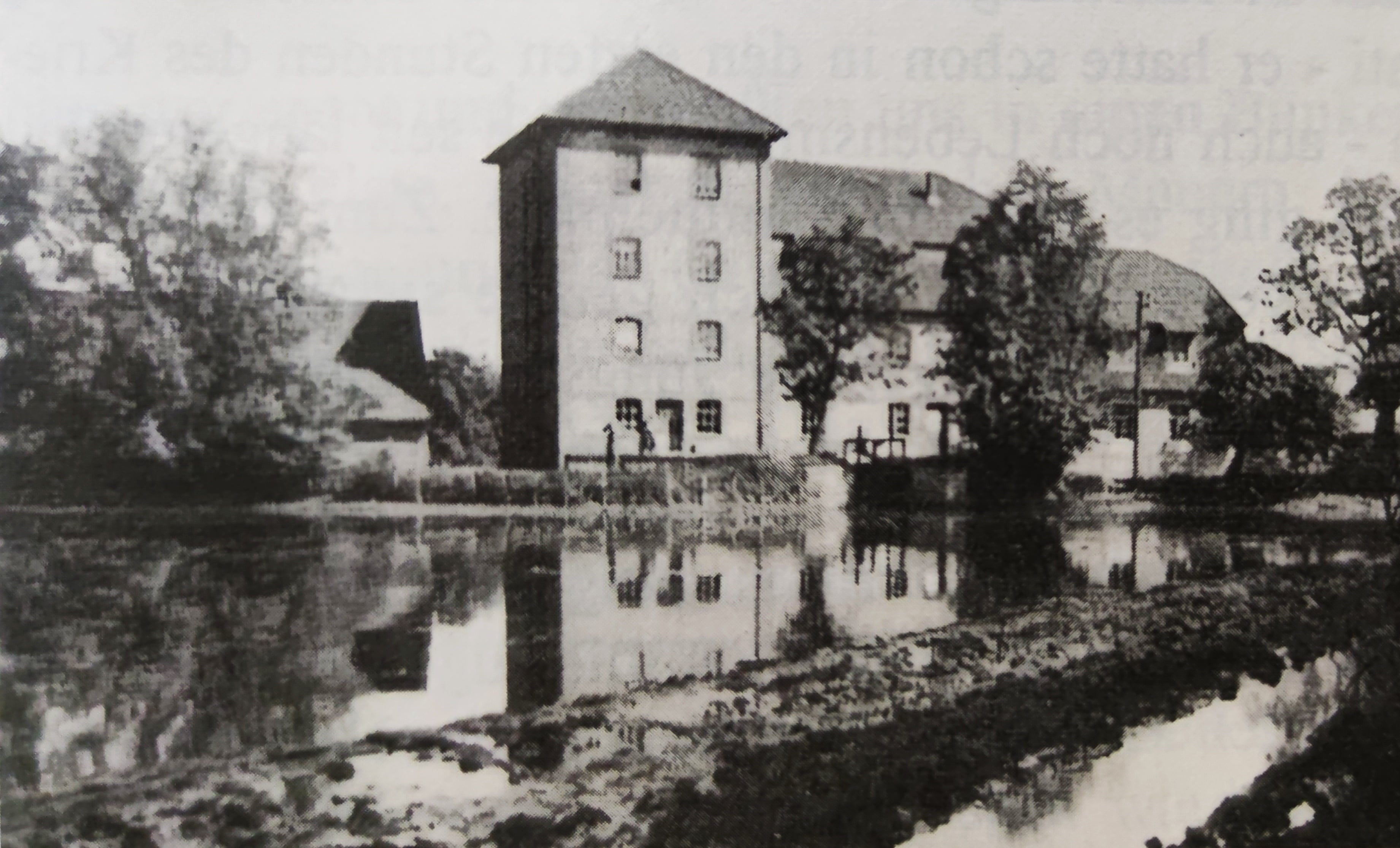
Die Wecklitzmühle (vor 1945)

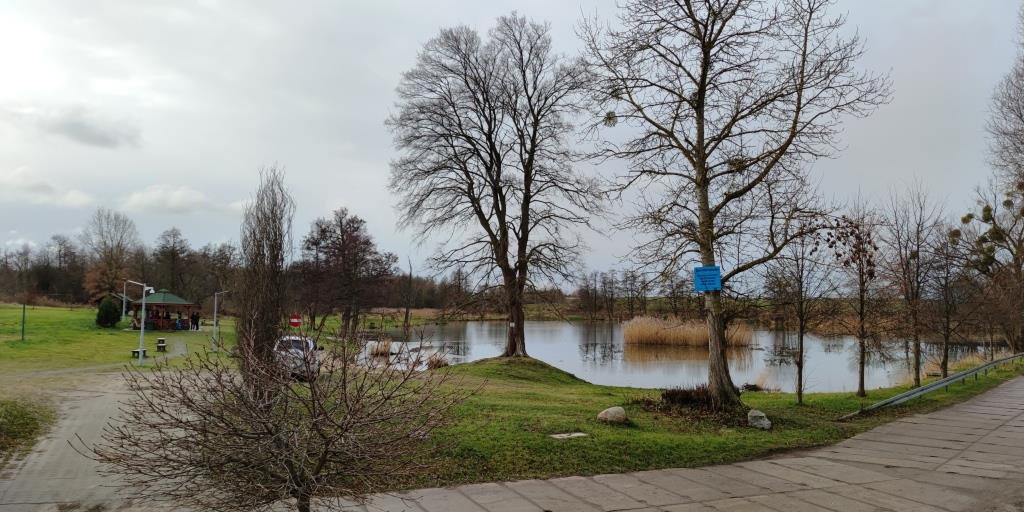
Die Ortsstelle der Wecklitzmühle heute

## Geschichte
Als Wecklitz-Mühle im Jahre 1294 erstmals erwähnt, auch Keslinsche Mühle genannt, hieß der Ort vor 1785 Wecklitzer Mühle und erst nach 1785 Wecklitzmühle.
Es handelte sich um eine Wassermühle (polnisch Młyn Arnolda genannt), die 1783 zur Stadt Braunsberg (Braniewo) in Ostpreußen kam und bis 1945 als Wohnplatz zu ihr gehörte. Sie war zunächst in bischöflichem Besitz, danach im Eigentum des Adels, zeitweise auch der Stadt. Im 16. und 17. Jahrhundert waren Hof und Mühle im Besitz der Familie Preuck. Letzter Mühlenbesitzer wae Bernhard Hipler.
Im Jahre 1820 entstand eine noble Mühle mit einem Wohnhaus, das von acht Personen bewohnt wurde. Angetrieben wurde die Mühle mit Wasser aus einem nahegelegenen Teich. 1919 wurde der Wasserantrieb durch einen elektrischen Antrieb ersetzt.
Als 1945 in Kriegsfolge das gesamte südliche Ostpreußen zu Polen kam, erhielt Wecklitzmühle die polnische Namensform „Wikielec“. Der Ort gehört nicht mehr zur Stadt Braniewo, sondern ist heute eine Kolonia in der Gmina Braniewo (Landgemeinde) im Powiat Braniewski (Kreis Braunsberg), zugehörig die Kolonia Prętki (Marienhöhe). Waren die Mühlengebäude nach dem Krieg noch in relativ gutem Zustand, so gibt es heute nur noch spärliche Reste, wobei der Keller als größter Rest von Wirtschaftsgebäuden in den 2000er Jahren zerstört wurde.

## Religion
Wecklitzmühle war bis 1945 in die römisch-katholische Pfarrei der Stadt Braunsberg eingegliedert, und Wikielec gehört noch heute dorthin. 
Auch in die evangelische Kirche Braunsberg war Wecklitzmühle eingepfarrt, damals in der Kirchenprovinz Ostpreußen der Kirche der Altpreußischen Union gelegen. Heute allerdings sind die evangelischen Einwohner von Wikielec zur Diözese Masuren der Evangelisch-Augsburgischen Kirche in Polen hin orientiert
.

## Verkehr
Wikielec ist von der Stadt Braniewo aus über die ul. Elbląska in Richtung Frombork (Frauenburg) zu erreichen. Die nächste Bahnstation ist Braniewo Brama (bis 1945 Braunsberg Obertor) an der – jetzt allerdings nicht mehr befahrenen – Bahnstrecke Elbląg–Braniewo.